# Geodena melusine
Geodena melusine là một loài bướm đêm trong họ Geometridae.